# Marcel·lí Massana i Bancells
Marcel·lí Massana i Bancells   (Berga, 3 d'octubre de 1918 - Comtat de Foix, 1981) àlies «Panxo» fou un guerriller antifranquista. Afiliat a la Confederació Nacional del Treball (CNT) des de 1933, durant la Guerra Civil espanyola fou tinent de l'exèrcit republicà. Empresonat (1939 – 1942), passà a l'Estat francès, però el 1944 retornà al Principat, on fou la figura principal del maqui llibertari rural entre els anys 1945 i 1951. Aquest últim any abandonà la lluita i tornà a l'Estat francès. Es reconeix la seva lluita per les llibertats i contra l'ocupació franquista.

## Biografia
Marcel·lí Massana nasqué a Berga el 3 d'octubre de 1918, al carrer Mossèn Huch, número 8, fill de Marcel·lí i Concepció, essent el més petit de tres germans. Esdevingué orfe de mare als pocs dies del seu naixement i de pare als 5 anys, quan aquest darrer tingué un accident de treball a Viladomiu. En aquests primers anys de vida ocupà el lloc de la mare la seva dida Filomena Solé, per qui sempre conservà un gran afecte. Des dels 7 als 13 anys es criarà sota la tutela del seu oncle Joan Massana, sacerdot a Solsona, que l'ingressà als Germans de les Escoles Cristianes de La Salle (La Salle Berga).
Més tard aniria a viure al mas Rocaus de Sallent amb el seu oncle Miquel Guitó, a qui ajudaria treballant com a aprenent d'esmolet.

### De la CNT a combatre a la guerra
Després entrà a la fàbrica de Can Rodergas de Berga, primer com a aprenent de mecànic i després com a oficial. Als 15 anys ja pertanyia al Sindicat de la Metal·lúrgia de la CNT del Berguedà.
En esclatar la Guerra Civil espanyola, s'integrà ja el juliol del 1936, al Comitè de Milícies Antifeixistes de Berga. L'agost s'enrolaria a la Columna Terra i Llibertat, que combaté al Front de Madrid, passant després a la Columna Carot y Castan al Front d'Aragó, on ascendí a tinent de l'Exèrcit de la República el 1938.

### De l'exili al maquis anarquista
Acabada la guerra les autoritats franquistes el condemnaren a 15 anys de presó. L'any 1942 fou alliberat i exercí de mecànic a Barcelona fins que l'exèrcit el cridà a files, la qual cosa l'empenyé a fugir a l'Alt Urgell. A Organyà i Montcalb treballà de llenyataire i entrà en contacte amb guerrillers amagats, als quals proveirà de queviures i orientarà.
Les primeres partides rurals d'obediència anarquista a Catalunya es van situar al Llobregat alt i mig. La més famosa durant els anys quaranta fou la dirigida per Marcel·lí Massana, tinent d'infanteria de l'exèrcit de la República durant la Guerra Civil espanyola. Com la majoria dels militars republicans després de la guerra, Massana es va convertir en visitant habitual de les presons, tribunals especials i casernes de la Guàrdia civil. Massana, que fins i tot es va autoclassificar com a bandoler generós, va decidir enfrontar-se a l'aparell repressiu del franquisme a les comarques del Berguedà, Solsonès i Vallès. L'agost de 1945, va entrar a Catalunya amb un grup de set homes. Més realista que els maquis procedents de França i que ignoraven el que estava passant a l'interior d'Espanya, Massana i els seus companys no es presentaven com a alliberadors del país sinó com a "passeurs" i contrabandistes. Sabia que per als pagesos atemorits per la repressió, els contrabandistes resultaven menys compromesos que els guerrillers.
El grup es va especialitzar en sabotatges contra les torretes metàl·liques de conducció elèctrica fent servir explosius plàstics i detonadors portats de França. També van estrenar oficialment una tàctica que llavors repetirien els altres grups d'acció anarquistes i que consistia a realitzar una sèrie d'accions subversives i tornar a travessar la frontera. Acompanyat d'Antonio Torres "Gachas", Jordi Pons "Taràntula", Jaume Puig "Tallaventres", José Pérez Pedrero "Tragapanes" i Joan Busquets Verges "El Senzill", entre d'altres, va realitzar nombrosos segrestos, atracaments i sabotatges durant diversos anys.
Van evitar en tot moment causar baixes a la Guàrdia Civil, excepte quan era qüestió de vida o mort, ja que atemptar contra guàrdies civils no era operatiu: el règim els substituïa sense problemes i, a més, augmentava la repressió. Així, la partida de Massana, va assaltar l'oficina de la mina de lignits de Cercs, i s'emportà els jornals d'una setmana, acció que va repetir en una altra ocasió. A principis del 1950 va realitzar un segrest a Can Xacàs, del terme de Castellar del Riu, aconseguint 100.000 pessetes pel rescat.
Massana era un personatge estimat a la comarca, tan per les seves actuacions carismàtiques com "pel seu caràcter alegre i lleial amb els qui l'ajudaven, ja que sempre pagava les seves estances als masos i era respectat pels pagesos de la zona. Vindria a representar el paradigma de bandoler bo entre els pobletans de l'Alt Berguedà pel seu caràcter humà i alegre." De fet, moltes de les seves accions eren revestides d'un caràcter "simpàtic", com una de les més recordades quan va coincidir –estant ell clandestí i buscat– al bar Colon de Berga amb un dels guàrdies civils que el buscaven i li va deixar pagat el cigaló (carajillo) que aquest es prenia, deixant dit que quan anés a pagar-lo li diguéssin que ja li havia pagat el Massana. O, en una altra ocasió, havia demanat foc a un guàrdia civil sense ser reconegut. Massana, en certa manera, es va convertir en una llegenda, sobretot al Berguedà, on les seves accions eren conegudes i comentades malgrat la censura de la premsa oficial.
Per contra, la historiadora Dolors Marín recorda que malgrat aquesta aurèola de simpatia, també cal tenir present les represàlies que sofrien les famílies dels maquis. L'historiador Josep Clara dedica un capítol del seu llibre al tema de la repressió dels col·laboradors dels maquis per part de la guàrdia civil, especialment de la detenció a primers de novembre del 1949 de 27 suposats col·laboradors de Massana, la majoria de l'Alt Berguedà, cinc dels quals foren assassinats al bosc aplicant-los la "llei de fugues"; entre aquests, hi havia dos familiars de Massana: Jaume i Miquel Guitó Gramunt, residents de la masia Rocaus de Sallent. Els altres detinguts patiren tortures, presó i multes.
L'estiu del 1950, Massana va efectuar l'última incursió a l'estat espanyol. En la seva explicació de per què va abandonar la lluita, va confessar que ho va fer perquè la Confederal es va desentendre dels maquis i perquè hi havia llibertaris que no es jugaven la vida des del 1939, però que anaven dient "que més que un guerriller era un atracador que s'estava fent milionari".
Fou reclamada la seva extradició pel govern espanyol, però gràcies a Josep Ester Borràs i l'oposició anarquista a l'exili evitaren aquesta extradició, amb l'assistència jurídica del bufet de l'advocat i senador Henry Torrès, el mateix que havia defensat Francesc Macià arran dels fets de Prats de Molló.
En qualsevol cas, la continuïtat de la lluita guerrillera a l'interior es veia dificultada per l'augment de la repressió; i a l'estat francès, les autoritats començaven a col·laborar amb les espanyoles per allunyar els guerrillers de la zona de frontera, com va quedar palès amb la detenció i assignació de residència del Massana i de molts altres. Sembla que Massana, tot i la pena que li causava, tenia una visió prou acurada de la realitat, com ho manifestà al seu amic i admirat Ramon Vila "Caracremada" quan, retrobats el 1959 a Prada del Conflent (Catalunya Nord), va intentar convèncer a aquest que les accions de resistència individual no duien enlloc.

### Els últims anys a l'exili
Marcel·lí Massana va seguir vivint a l'estat francès. Primer fou assignat a residència obligatòria a la població d'Orlhac, on s'instal·là amb la seva companya Maria Assumpció Calvó i on finalment va trobar feina a les mines de Bancarel (municipi de Leucamp, a la regió del Cantal). El 1956 les autoritats li van aixecar l'assignació de residència i va recuperar la llibertat: llavors va instal·lar-se a un temps a Clamart (prop de París), on va treballar de manyà, i després s'establí definitivament a l'Arieja, prop de la Vall d'Aran, ja que com ell mateix havia dit enyorava la muntanya de la seva terra. Tot i que molts anys més tard va tornar puntualment a Catalunya i a visitar Berga, com va ser per les festes de La Patum de 1979 que es va passejar per la seva ciutat natal, saludant amics i coneguts i molt interessat per la vida del Berguedà.
Va morir a Occitània i es troba enterrat al cementiri del poble de Eras Bòrdas de Les (Arieja).
Segons Téllez, els plantejaments dels dirigents "van ser activitats estèrils que van consumir als millors homes del moviment llibertari, van malgastar els escassos mitjans disponibles i van impossibilitar la creació d'organismes eficients capaços de desenvolupar l'ofensiva a base d'objectius concrets, immediats i escalonats".
Segons el seu company Joan Busquets "El Senzill", tot i que la vida clandestina els obligava a tots a ser "hermètics", Marcel·lí Massana "era molt obert i simpàtic, cosa que facilitava fer-hi amistat", alhora que "era generós i pagava molt bé a la gent que els acollia a les cases" cosa que feia, en la misèria que hi havia, que alguns pagesos l'esperéssin "amb els braços oberts".

## Cultura popular
- Palafrugell i Sabadell tenen un carrer amb el seu nom.[12][13]
- Brams li dedicà la cançó «Massana» dins del seu treball Cal seguir lluitant (1995).[14][15]
- A Berga hi ha un ateneu popular independentista amb el nom de Casal Panxo.[16]
- A Sallent hi ha un ateneu popular independentista amb el nom d'Ateneu Popular Rocaus.[17]